# Seeanger, Retlake, Suhletal
Seeanger, Retlake, Suhletal ist ein Naturschutzgebiet in den niedersächsischen Gemeinden Landolfshausen, Seulingen, Seeburg und Ebergötzen in der Samtgemeinde Radolfshausen sowie Rollshausen, Krebeck und Wollbrandshausen in der Samtgemeinde Gieboldehausen im Landkreis Göttingen.

## Allgemeines
Das Naturschutzgebiet mit dem Kennzeichen NSG BR 147 ist rund 400 Hektar groß. Es wurde ausgewiesen, um das rund 391 Hektar große FFH-Gebiet „Seeanger, Retlake, Suhletal“ größtenteils in ein Schutzgebiet gemäß Bundesnaturschutzgesetz umzusetzen. Weiterhin ist es Bestandteil des rund 13.710 Hektar großen EU-Vogelschutzgebietes „Unteres Eichsfeld“. Streckenweise grenzt es an die Landschaftsschutzgebiete „Untereichsfeld“ und „Leinebergland“. Ein Teilbereich bei Seeburg grenzt direkt an das Naturschutzgebiet „Seeburger See“. Das Gebiet steht seit dem 13. November 2015 unter Schutz. Es ersetzt teilweise das 2004 ausgewiesene Landschaftsschutzgebiet „Untereichsfeld“ und das 2005 ausgewiesene Landschaftsschutzgebiet „Leinebergland“. Zuständige untere Naturschutzbehörde ist der Landkreis Göttingen.

## Beschreibung
Das aus acht Teilflächen bestehende Naturschutzgebiet liegt nordwestlich von Duderstadt. Es stellt die Niederung der Retlake südwestlich von Wollbrandshausen, Teile der Niederung der Aue sowie den Seeanger bei Seeburg, den Lutteranger nordöstlich von Seeburg sowie Teile der Niederung der Suhle zwischen Landolfshausen und Rollshausen und die westlich von Landolfshausen liegenden Schweckhäuser und Langenbergswiesen unter Schutz.
Im Naturschutzgebiet sind verschiedene Biotoptypen zu finden. Im Quellbereich der Suhle westlich von Landolfshausen sind mit den Schweckhäuser Wiesen ebenso wie im Bereich der Niederung der Retlake kalkreiche Niedermoore zu finden. Seeanger und Lutteranger sind Subrosionssenken, die sich über Zechsteinschichten gebildet haben. In den Senken hatten sich im Bereich des Seeanger der Westersee und im Bereich des Lutteranger der Luttersee gebildet. Große Teile des Gebietes wurden seit den 1950er-Jahren entwässert und kultiviert. 1988 startete der Landkreis Göttingen ein Projekt zur Renaturierung in dem Gebiet. Durch extensive Beweidung und Verzicht auf Düngung entstand in den Folgejahren artenreiches Grünland. Die Senken wurden 2003 wiedervernässt. Der Seeanger wird von Flachwasserzonen und offenem Feuchtgrünland geprägt. Dieser und die Niedermoorbereiche im Naturschutzgebiet sind ein wichtiger Lebensraum für zahlreiche Pflanzenarten, die Windelschneckenarten Vierzähnige Windelschnecke, die hier ihr einziges bekanntes Vorkommen in Nordwestdeutschland hat, und Schmale Windelschnecke und zahlreiche Vogelarten. Im Luttanger hat sich ein Stillgewässer herausgebildet, das von Auwaldbereichen umgeben ist. Die Flachwasser- und Feuchtgrünlandzonen des Seeangers sind Lebensraum u. a. für Weißstorch, Kiebitz, Wasserralle, Neuntöter, Schwarz- und Blaukehlchen, die alle hier auch brüten. Das Gebiet ist auch für Zugvögel ein wichtiges Nahrungsbiotop. So finden sich hier während des Vogelzuges u. a. Kranich, Waldsaat-, Weißwangen-, Brand- und Blässgans, Bekassine, Kampfläufer, Rot- und Grünschenkel, Uferschnepfe, Kiebitz sowie Alpenstrand- und Bruchwasserläufer ein. Weitere Vogelarten, die im Naturschutzgebiet vorkommen, sind Rot- und Schwarzmilan sowie Eisvogel.
Die Niedermoorgebiete sowie die Bachauen sind vielfach von Grünland unterschiedlicher Nutzungsintensität sowie Auwaldresten aus Schwarzerle, Esche und Weide sowie Stieleiche und Hasel geprägt. In der Krautschicht siedeln u. a. Hainsternmiere, Riesenschwingel und Bitteres Schaumkraut. Die Auwaldreste verfügen über einen hohen Alt- und Totholzanteil. Auf ungenutztem Niedermoor siedeln u. a. Schmalblättriges und Breitblättriges Wollgras, Blaugrüne Segge, Hirse- und Drahtsegge, Fieberklee, Stumpfblütige Binse, Breitblättriges Knabenkraut, Sumpfherzblatt, Sumpfdreizack und Echte Sumpfwurz. Teilweise sind Klein- und Großseggenriede ausgebildet.
Die artenreichen Wiesen sind teilweise als Pfeifengraswiesen bzw. magere Flachland-Mähwiesen ausgeprägt. Die Pfeifengraswiesen beherbergen u. a. Kümmelblättrige Silge, Stumpfblütige Binse, Natternzunge, Breitblättriges Knabenkraut, Bachnelkenwurz, Kleiner Baldrian und Teufelsabbiss. Auf den Mähwiesen siedeln u. a. Wiesenschaumkraut, Wiesenplatterbse, Spitzwegerich, Scharfer Hahnenfuß, Rotklee und Ruchgras. Weiterhin kommen im Naturschutzgebiet auch Kuckuckslichtnelke und Wiesenschaumkraut vor. Nasse Wiesen sind Lebensraum für verschiedene Heuschrecken, darunter Sumpfschrecke und Kurzflüglige Schwertschrecke. Retlake, Aue und Suhle werden streckenweise von Gehölzen sowie feuchten Hochstaudenfluren mit Echtem Mädesüß, Zottigem Weidenröschen, Blutweiderich, Sumpfstorchschnabel, Gilbweiderich und anderen begleitet. Die Bäche verfügen über vielfach unverbaute Ufer bei weitgehend natürlicher Dynamik des Abflussgeschehens. Bei Hochwasser werden die Bachauen überflutet. In den Bächen siedelt flutende Wasservegetation. Die Bäche sind Lebensraum u. a. des Bachneunauges, das in erster Linie in der Suhle vorkommt, sowie verschiedener Libellen, darunter Blauflügelprachtlibelle und Gebänderte Prachtlibelle. Weiterhin sind in den Gewässern im Naturschutzgebiet Große Teichmuschel, Malermuschel und Große Flussmuschel heimisch.
Ein Fischteich an der zwischen Landolfshausen und Seulingen gelegenen Trudelshäuser Mühle in der Niederung der Suhle wurde Anfang 2015 renaturiert und das Gelände seit Sommer 2015 extensiv mit Rindern beweidet.
Teile der schutzwürdigen Flächen wurden während des Verfahrens zur Ausweisung als Naturschutzgebiet aus dem Geltungsbereich der Naturschutzverordnung herausgenommen. Dazu zählen Flurstücke im Bereich der Ortschaften entlang der Aue bei Börgemühle und Seeburg, die Aue zwischen Bernshausen und Germershausen sowie der Suhle bei Landolfshausen, Seulingen und Germershausen.
Das Naturschutzgebiet grenzt an mehreren Stellen an Ortschaften und ist sonst überwiegend von landwirtschaftlichen Nutzflächen umgeben.